# المقاتل النهائي: مباشر
المقاتل النهائي: مباشر (بالإنجليزية: The Ultimate Fighter: Live)‏ المعروف أيضًا باسم المقاتل النهائي 15 (بالإنجليزية: The Ultimate Fighter 15)‏ كانت الدفعة الخامسة عشرة من المسلسل التلفزيوني الواقعي المقاتل النهائي الذي أنتجته يو إف سي.